# Жиланди (Федоровський район)
Жиланди́ (каз. Жыланды) — село у складі Федоровського району Костанайської області Казахстану. Входить до складу Косаральського сільського округу.
Населення — 107 осіб (2021; 158 у 2009, 248 у 1999, 281 у 1989).